# Veliki Laganj
Koordinati:   44°43′07″N, 14°39′40″E
Veliki Laganj je nenaseljen otoček v Kvarnerju. Otoček leži okoli 4 km severseverozahodno od otočka Dolfin in okoli 5 km zahodno od obale otoka Raba. Površina otočka meri 0,095 km², njegova obala pa je dolga 1,63 km. Najvišji vrh je visok 7 mnm.